# Pays Gabay
Pour les articles homonymes, voir Gabay (homonymie).

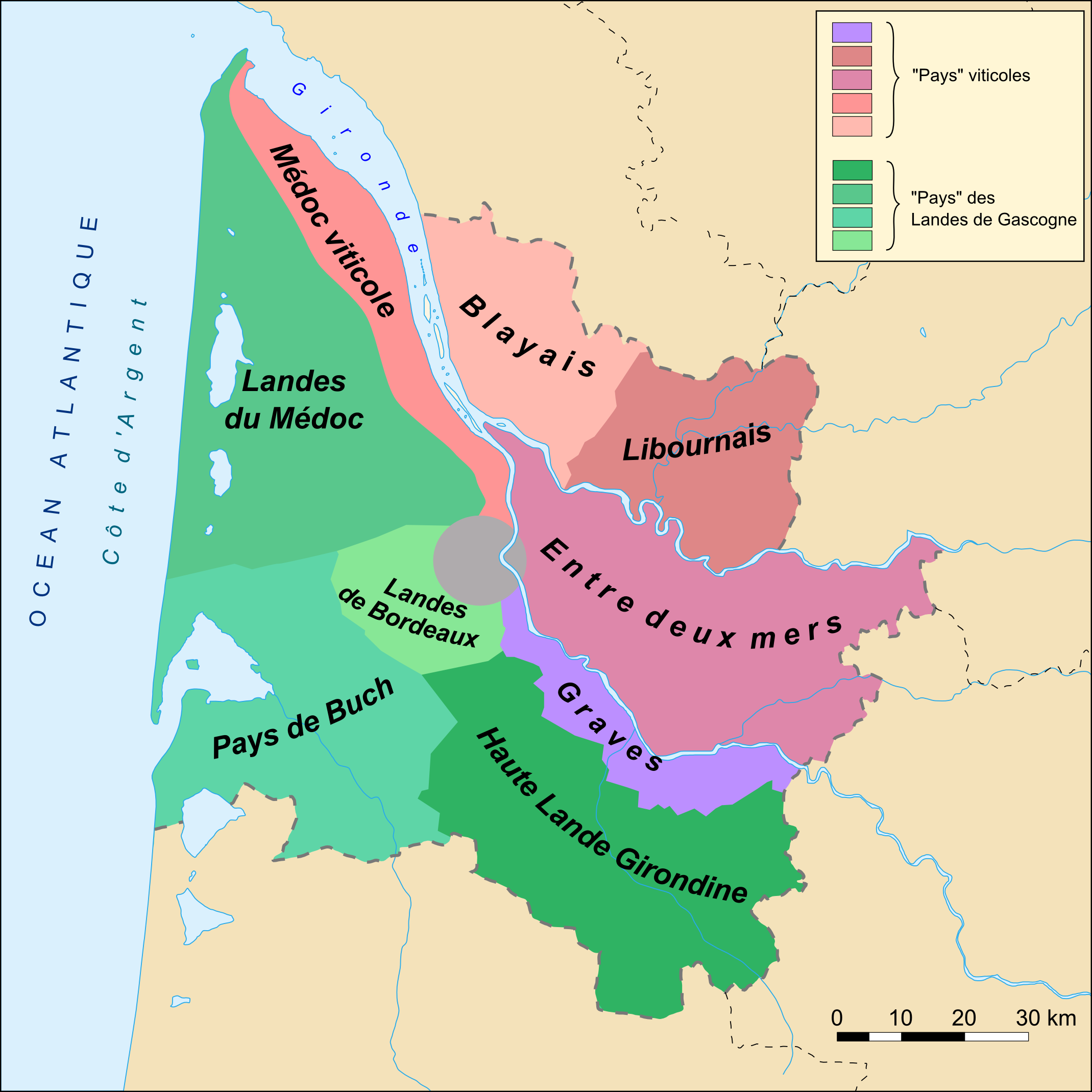
Carte de la Gironde.

Le pays Gabay au sein de l'aire linguistique du saintongeais correspond approximativement à la région du Blayais et du Nord-Libournais.

Le pays Gabay ([ga.baj], de l'occitan gascon gavai), aussi appelé « Grande gavacherie », est une aire géographique de France située entre la Saintonge au nord, l'Entre-deux-Mers au sud et l'Angoumois à l'est. 
Le mot "gabay" peut également s'orthographier "gabaï", la forme "gabaye" étant le féminin de l'adjectif.
Le pays Gabay est composé du Blayais et de la région de Coutras jusqu’à l’Isle, frôlant Libourne, mais contournant le Bourgeais et le Cubzagais.

## Histoire
À la fin de la Guerre de Cent Ans (1453) qui se solde par une victoire des armées du Roi de France (Bataille de Castillon), la Guyenne est ruinée et dépeuplée par les pertes humaines causées par les combats entre Gascons et Anglais d'un côté et Français de l'autre.
Les seigneurs gascons locaux font alors appel en masse à la main d’œuvre étrangère (Poitou, Angoumois, Saintonge, Limousin, mais aussi Périgord) pour cultiver les terres laissées à l’abandon.
L’autre appel de bras venus de territoires étrangers à la Gascogne fut conséquent aux pertes humaines causées par la peste noire qui sévit dans la région de 1520 à 1527.
Ces nouveaux occupants s'établirent jusqu’à Monségur, au sud-est de l’Entre-deux-Mers formant un îlot de langue d'oïl noyé au cœur de l'Occitanie.
Ils sont nommés par les Gascons "Gavaches" et on appelle ce noyau isolé la « Gavacherie », les « Gavaches » étant des « étrangers », entourés de Gascons, tandis que les populations frontalières des Gascons en Libournais étaient nommées « Gabayes ».
Par extension, on a appelé "Pays gabay" la zone ou on parlait le dialecte "gabay" qui est donc principalement une variante du saintongeais lui-même variante du poitevin-saintongeais,,,,,,
 importé par ces travailleurs migrants.

## Gavache
Le terme "gavach" est un emprunt à l'occitan désignant initialement les personnes parlant de façon incorrecte voire pas du tout la langue du pays,.
Répandue dans toute l'Occitanie culturelle, ce terme castillanisé en "gabacho" a fini par passer les Pyrénées pour être adopté en Espagne, d'où il a traversé l'Atlantique pour s'établir dans les pays latino-américains.
- en Espagne, "los gabachos", ce sont les Français
- en Roussillon, les Gavatxos sont les Languedociens
- en Languedoc, ce sont les Auvergnats
- en Gascogne du Nord (Médoc ou Entre-deux-Mers par exemple), les "Gavaches" sont les voisins de langue d'oïl, donc les Charentais.
- en Provence, le "gavot" est la langue parlée au nord, en Dauphiné.

## Exemple de vocabulaire Gabay
- aillan : gland (occitan Aglhan)
- éve : eau
- aneut : aujourd'hui (occitan anueit)
- a’ç’t’heure : maintenant
- bisse : rouge-gorge
- bughée : lessive (occitan buja(d)a)
- cagouille : escargot (occitan cagolha)
- faire chabrot : mettre du vin dans la fin de la soupe (occitan faire chabròt)
- drôle : garçon (occitan dròlle)
- drôlesse : fille (occitan dròllessa)
- dail : faux (pour faucher)  (occitan dalh)
- gueuserie : malice
- angrote : lézard (occitan angròla)
- mitan : milieu (occitan mitan)
- palisse : haie (occitan palissa)
- pinier : pin (occitan pinheir/pinhièr)
- pilot : tas (occitan pilòt)
- qu'est ? ou qu'ol est ? : qu’est ce que c’est ?

Beaucoup de ces mots ou expressions se retrouvent dans l'aire d'expression du poitevin-saintongeais ou sont des emprunts à l'occitan et plusieurs sont largement utilisés ailleurs que dans le Pays Gabay. "Faire chabrot" est par exemple une expression très connue dans tout le Sud-Ouest.